# Путешествие (фильм, 1993)
«Путеше́ствие» (англ. Voyage) — фильм 1993 года, триллер, главные роли в котором исполнили Эрик Робертс, Рутгер Хауэр и Карен Аллен.

## Сюжет
У Моргана и Кэтрин Норвеллов уже намечаны планы — в Монте-Карло стоит их парусная яхта. Оттуда они собираются приплыть в Мальту и жить на борту яхты в течение года. Они также приобрели там некоторое недвижимое имущество со старой гостиницей, которую собираются восстановить. За несколько дней до отплытия пара встречает Джила и Ронни Фрилэндов. Морган и Кэтрин приглашают Фрилэндев присоединиться к ним в их путешествие по морю. Все четверо наслаждаются сладкой жизнью на лодке. Скоро Норвеллы понимают, что было большой ошибкой пригласить незнакомцев на борт…

## В ролях
- Хауэр, Рутгер — Морган Норвелл
- Робертс, Эрик — Джил Фрилэнд
- Аллен, Карен — Кэтрин Норвелл
- Нильсен, Конни — Рони Фрилэнд
- Hazel Ellerby — Мария
- Larry Powell — бизнесмен
- Peter Baldacchino — Льюис
- Martin Corrado — первый бармен
- Joe Zarb Cousin — второй бармен
- Phyllis Carlysle — первая девушка-фотограф
- Sue Ellen Denisen — вторая девушка-фотограф
- Бети Митчел[англ.] — посетитель бара